# Доррегарай, Антонио
Антонио Доррегарай-и-Домингера (исп. Antonio Dorregaray y Dominguera; 1820—1882) — испанский военный деятель, карлист.
Уже в 1836—39 годах сражался в рядах карлистов, позже служил в королевской армии и отличился в войне с Марокко (1859). После революции 1868 года оставил испанскую армию и с 1872 года сражался на стороне дона Карлоса; скоро стал одним из главнейших предводителей карлистов и несколько раз разбил правительственные войска, в особых манифестах оправдывая варварскую жестокость карлистов. 
В мае 1874 года Доррегарай стал генерал-капитаном карлистской армии.
После подавления восстания бежал в феврале 1876 года во Францию, а оттуда — в Великобританию.